# Орја Лука
Орја Лука је насеље у општини Даниловград у Црној Гори. Према попису из 2003. било је 248 становника (према попису из 1991. било је 229 становника).

## Демографија
У насељу Орја Лука живи 175 пунолетних становника, а просечна старост становништва износи 36,5 година (35,1 код мушкараца и 37,9 код жена). У насељу има 71 домаћинство, а просечан број чланова по домаћинству је 3,49.
Ово насеље је углавном насељено Црногорцима (према попису из 2003. године), а у последња три пописа, примећен је пораст у броју становника.
|  |

| Демографија | Демографија | Демографија |
| Година      | Становника  | Становника  |
| ----------- | ----------- | ----------- |
|             |             |             |
|             |             |             |
|             |             |             |
|             |             |             |
| 1948.       | 269         |             |
| 1953.       | 245         |             |
| 1961.       | 258         |             |
| 1971.       | 219         |             |
| 1981.       | 196         |             |
| 1991.       | 229         | 229         |
| 2003.       | 248         | 248         |
|             |             |             |

| Етнички састав према попису из 2003.‍ | Етнички састав према попису из 2003.‍ | Етнички састав према попису из 2003.‍ | Етнички састав према попису из 2003.‍ | Етнички састав према попису из 2003.‍ |
| ------------------------------------ | ------------------------------------ | ------------------------------------ | ------------------------------------ | ------------------------------------ |
|                                      |                                      |                                      |                                      |                                      |
| Црногорци                            | Црногорци                            |                                      | 195                                  | 78,62%                               |
| Срби                                 | Срби                                 |                                      | 40                                   | 16,12%                               |
| Југословени                          | Југословени                          |                                      | 2                                    | 0,80%                                |
| непознато                            | непознато                            |                                      | 0                                    | 0,0%                                 |

| Година пописа     | 1948. | 1953. | 1961. | 1971. | 1981. | 1991. | 2003. |
| ----------------- | ----- | ----- | ----- | ----- | ----- | ----- | ----- |
| Број домаћинстава | 63    | 66    | 65    | 65    | 58    | 74    | 71    |

| Број чланова      | 1  | 2  | 3  | 4  | 5  | 6  | 7 | 8 | 9 | 10 и више | Просек |
| ----------------- | -- | -- | -- | -- | -- | -- | - | - | - | --------- | ------ |
| Број домаћинстава | 71 | 15 | 11 | 11 | 11 | 10 | 8 | 4 | 1 | 0         | 0      |

| Пол    | Укупно | Неожењен/Неудата | Ожењен/Удата | Удовац/Удовица | Разведен/Разведена | Непознато |
| ------ | ------ | ---------------- | ------------ | -------------- | ------------------ | --------- |
| Мушки  | 97     | 36               | 56           | 2              | 3                  | 0         |
| Женски | 95     | 27               | 52           | 14             | 2                  | 0         |
| УКУПНО | 192    | 63               | 108          | 16             | 5                  | 0         |

| Пол    | Укупно                    | Пољопривреда, лов и шумарство | Рибарство                            | Вађење руде и камена | Прерађивачка индустрија       |
| ------ | ------------------------- | ----------------------------- | ------------------------------------ | -------------------- | ----------------------------- |
| Мушки  | 35                        | 5                             | 0                                    | 0                    | 9                             |
| Женски | 22                        | 5                             | 0                                    | 0                    | 6                             |
| УКУПНО | 57                        | 10                            | 0                                    | 0                    | 15                            |
| Пол    | Производња и снабдевање   | Грађевинарство                | Трговина                             | Хотели и ресторани   | Саобраћај, складиштење и везе |
| Мушки  | 2                         | 0                             | 5                                    | 0                    | 5                             |
| Женски | 0                         | 0                             | 0                                    | 0                    | 0                             |
| УКУПНО | 2                         | 0                             | 5                                    | 0                    | 5                             |
| Пол    | Финансијско посредовање   | Некретнине                    | Државна управа и одбрана             | Образовање           | Здравствени и социјални рад   |
| Мушки  | 0                         | 1                             | 6                                    | 1                    | 0                             |
| Женски | 0                         | 1                             | 4                                    | 3                    | 1                             |
| УКУПНО | 0                         | 2                             | 10                                   | 4                    | 1                             |
| Пол    | Остале услужне активности | Приватна домаћинства          | Екстериторијалне организације и тела | Непознато            | Непознато                     |
| Мушки  | 1                         | 0                             | 0                                    | 0                    | 0                             |
| Женски | 1                         | 0                             | 0                                    | 1                    | 1                             |
| УКУПНО | 2                         | 0                             | 0                                    | 1                    | 1                             |